# كريستيان بورنس
كريستيان بورنس (بالإنجليزية: Christian Burns)‏ (و. 1985  م) هو لاعب كرة السلة، من الولايات المتحدة، ولد في ترنتون، نيوجيرسي، يلعب كلاعب هجوم قوي الجسم.

## التعليم
تعلم في Hamilton High School West ‏.

## روابط خارجية
- كريستيان بورنس على موقع الاتحاد الدولي لكرة السلة (الإنجليزية)
- كريستيان بورنس على موقع سبورتس رفرنس (الإنجليزية)
- كريستيان بورنس على موقع كرة السلة الأوروبية.كوم (الإنجليزية)
- كريستيان بورنس على موقع كلية كرة السلة في سبورتس رفرنس.كوم (الإنجليزية)
- كريستيان بورنس على موقع ريلجم (الإنجليزية)
- كريستيان بورنس على موقع بروبوليرز (الإنجليزية)
- كريستيان بورنس على موقع سبورتس رفرنس (الإنجليزية)